# Дернов, Дмитрий Владимирович
Дми́трий Влади́мирович Дерно́в (род. 15 мая 1979, Свердловск, РСФСР, СССР) — российский хоккеист. Нападающий сборной России по сурдохоккею. Чемпион зимних Сурдлимпийских игр (2015), чемпион мира (2013). Заслуженный мастер спорта России.

## Биография
Родился 15 мая 1979 года в Свердловске.
В хоккей играет девять лет (с 2006 года). Первые два года тренировался в команде со слышащими, а с 2008 года стал нападающим сборной Свердловской области по хоккею среди глухих. С 2011 года выступает за любительский екатеринбургский клуб «Уральские медведи», а с 2013 за сборную России.

## Награды и спортивные звания
- Почётная грамота Президента Российской Федерации (8 апреля 2015) — за выдающийся вклад в повышение авторитета Российской Федерации и российского спорта на международном уровне и высокие спортивные достижения на XVIII Сурдлимпийских зимних играх 2015 года[5].
- Заслуженный мастер спорта России (2015).

## Личная жизнь
Не женат. В одиночку воспитывает 9-летнего сына, который также занимается хоккеем.
В 1997 году окончил ПТУ№ 1 им. Курочкина. Работает слесарем механосборочных работ на ОАО «НПО автоматики».